# Гришкин, Олег Павлович
Оле́г Па́влович Гри́шкин (род. 10 февраля 1975 в Москве) — российский профессиональный трековый и шоссейный велогонщик. Чемпион России в мэдисоне 1999 года. Чемпион России в групповой гонке 2002 года. Член Олимпийской сборной России на Олимпиаде 2004 года в Афинах.

## Победы на треке
1999
- Чемпион России в мэдисоне

## Победы на шоссе
1997
- Пять колец Москвы — генеральная классификация

2002
- Гран-при Таллин — Тарту
- Чемпион России в групповой гонке

2003
- Гран-при Ренна
- Тур Южно-Китайского моря — этапы 1, 4, 5, 6 и генеральная классификация
- Тур Боса — этап 2

2007
- Тур Боса — этап 4b